# Gede
Gede (indonez. Gunung Gede) – czynny wulkan w zachodniej części Jawy w Indonezji; zaliczany do stratowulkanów.
Wysokość 2899 m n.p.m. Leży na terenie Parku Narodowego Gunung Gede Pangrango; siedliska unikalnej flory i fauny górskiej.
Aktywność notowana od XVI w. Ostatnia erupcja w 1957 r.
Tuż obok Gede znajduje się nieco wyższy (3008 m n.p.m.) wulkan Pangrango.